# پینسک (بلاروس)
پینسک (به لاتین: Pinsk) یک شهر در بلاروس است. پینسک ۵۱٫۴۸ کیلومتر مربع مساحت دارد ۱۴۱ متر بالاتر از سطح دریا واقع شده‌است.

## خواهرخوانده
شهرهای آلتنا و تاگانروگ خواهرخوانده‌های پینسک (بلاروس) هستند.